# Histoire de la profession infirmière
 (octobre 2021).
Si vous disposez d'ouvrages ou d'articles de référence ou si vous connaissez des sites web de qualité traitant du thème abordé ici, merci de compléter l'article en donnant les références utiles à sa vérifiabilité et en les liant à la section « Notes et références ».
 (octobre 2021).
L’histoire de la profession d'infirmier et d'infirmière montre comment cette profession s'est forgée au cours du temps, souvent de façon empirique, autour de la religion ou d'étapes maîtresses comme les guerres, les besoins évolutifs de la société en matière de santé, de soins de santé mais encore autour de réflexions humanistes, de la prise en compte des besoins sociaux et de l'étude de la psychosociologie.
La profession d'infirmière et d'infirmier et les soins infirmiers ont évolué avec l'histoire de la médecine et la philosophie des sciences. L'évolution de la profession, largement féminisée au cours des époques, est concomitante du mouvement féministe et de l'histoire des femmes dans le domaine des sciences.

## Historique
Au Moyen Âge pour s'occuper des lépreux, on mettait d'office à contribution des prostituées et divers « pseudos » soignants. Depuis le Ve siècle, les évêques favorisent la création des maisons de malades, de vieillards[réf. nécessaire].
Après les grandes épidémies, la fonction soignante est repérée et organisée dans la société avec l’apparition du mot « enfermier » en 1398, lui-même dérivé du mot « enfermerie ».
Les ordres religieux organisèrent la profession à partir du XIIe siècle, selon des critères en lien avec la charité et l'amour de Dieu : le soin est alors bénévole, et n'a qu'une valeur culturelle. Celle ou celui qui le pratique est prise en charge par la structure religieuse : par exemple les religieuses de l'Hôtel-Dieu, les nobles soignant dans les fondations hospitalières, certains frères et sœurs se déplacent à domicile.
En 1854-1856, les premiers infirmiers et infirmières sont des volontaires pendant la guerre de Crimée menées par Florence Nightingale.
Le mouvement de laïcisation amorcé en 1878 voit la disparition progressive des religieuses dans les hôpitaux où bientôt elles n'occupent généralement plus que les postes d'encadrement. Il faudra attendre l'émergence d'infirmières et infirmiers laïques et la Première Guerre mondiale pour que se mette définitivement en place un nouveau groupe social.
En France, le président du Conseil Émile Combes fait publier en 1902 un décret obligeant les préfets à créer des écoles d'infirmiers et infirmières laïques. Désiré-Magloire Bourneville contribue à la professionnalisation du métier et n'appelle plus son « personnel servant ou domestique » mais « infirmiers ou infirmières ». Il préconise de recruter des personnes issues des classes populaires alors que Florence Nightingale souhaite que la profession ait le même niveau d'étude que les médecins.
Jusqu'au début des années 1960, le recrutement s'effectue par des catégories très diverses qui sont antagonistes : infirmières croix rouge, religieuses, infirmières diplômées d'écoles. Après mai 1968, la profession se libérera des concepts d'obéissance, de soumission et de charité. Depuis la fin de la formation spécifique d'infirmier en psychiatrie en 1992, il n'existe en France qu'un seul diplôme d'infirmier : le diplôme d'État d'infirmier.

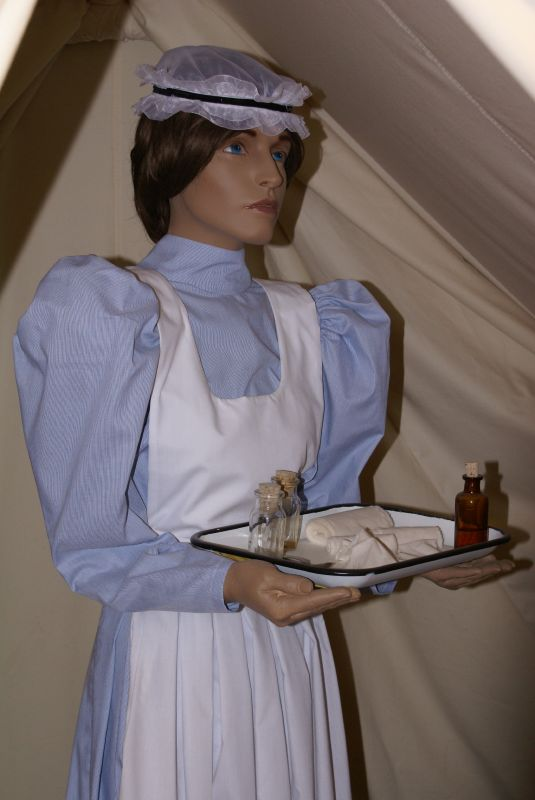
Uniforme dans les années 1850.
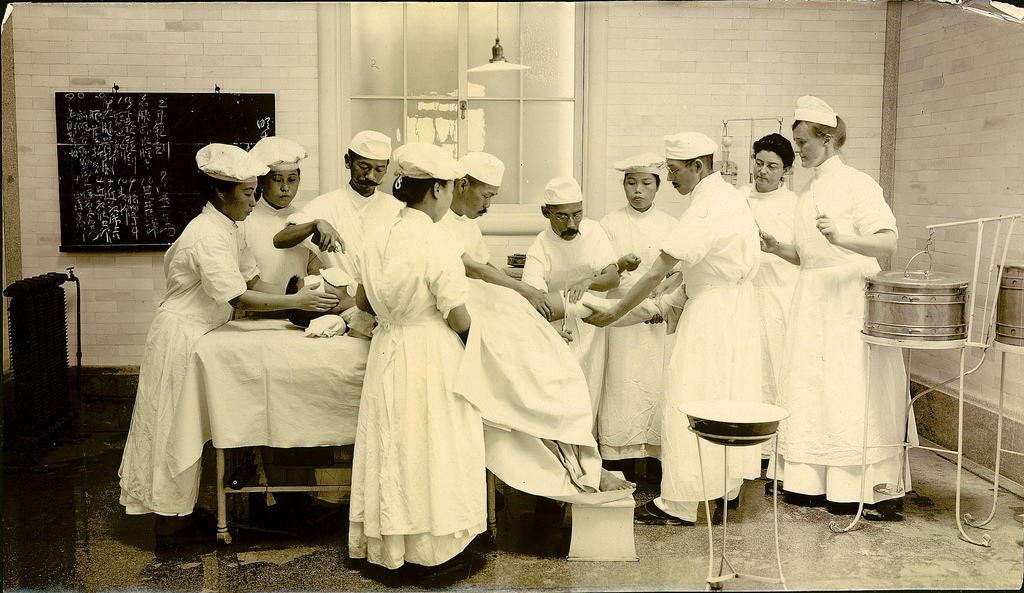
Uniforme dans les années 1910.
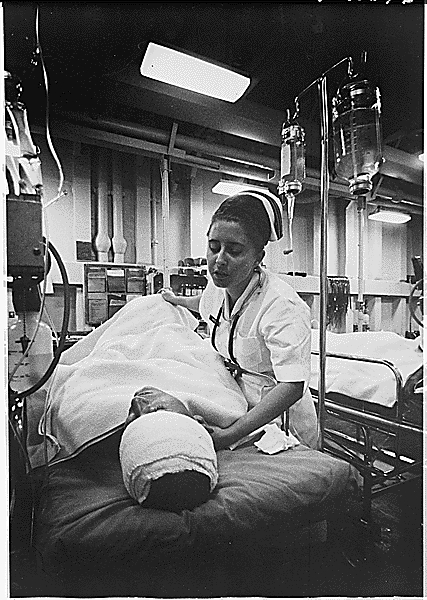
Uniforme dans les années 1960.
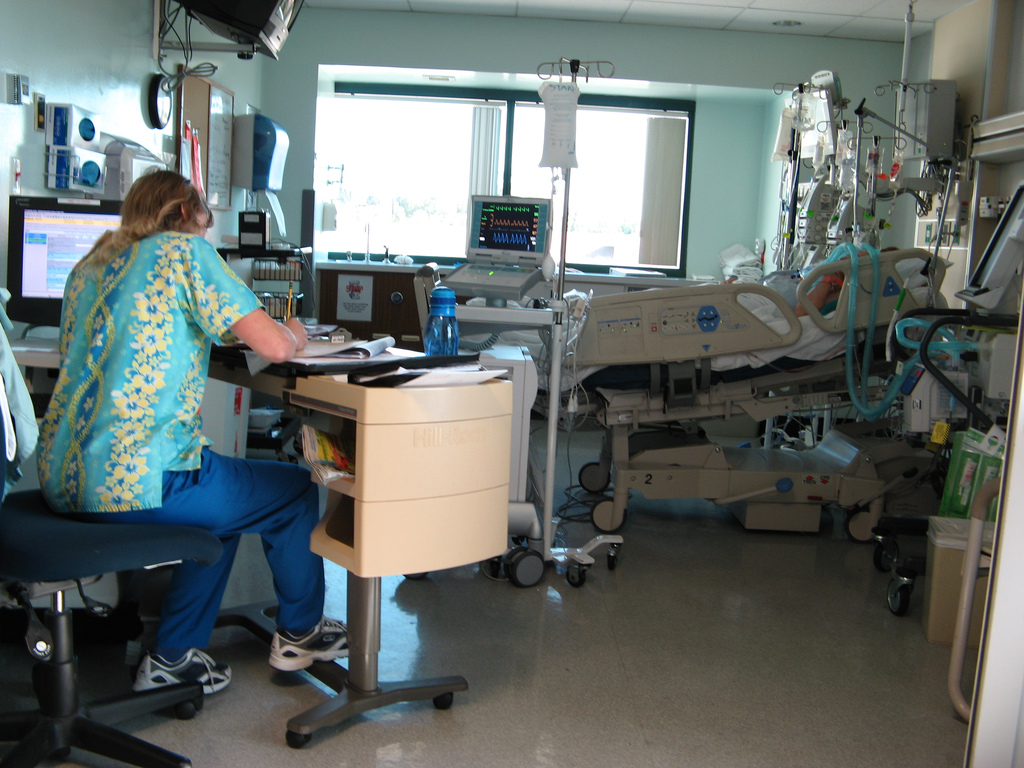
Uniforme de nos jours.

## XVIIIesiècle
- 1720 : Thérèse Rastit est considérée comme la première des infirmières de France en raison de son dévouement lors de la Peste de Marseille[3].
- 1755 : Charlotte Brown, est nommée infirmière en chef (« matron (en) ») dans la British Army. Elle voyagea avec l'armée d'Edward Braddock. Elle était la femme la mieux payée et la plus respectée dans l'armée. Elle supervisait les infirmières, les blanchisseuses et les cuisinières. Elle a publié un journal de ses mémoires[4].
- 1780 :Les premiers écrits infirmiers concernant leurs patients sont dus aux infirmiers de la Salpêtrière à Paris au sein de l’équipe de  Jean-Baptiste Pussin, Gouvernant des Malades.
- 1783 : James Derham, un esclave de La Nouvelle-Orléans achète sa liberté avec de l'argent gagné en travaillant comme infirmier[5].

## XIXesiècle

### 1814
- 1814 : Anne Biget, religieuse française, se dévoue aux prisonniers et aux blessés lors des guerres napoléoniennes.

### 1820
- 1820 : Jensey Snow, une ancienne esclave fonde un hôpital à Petersburg en Virginie[6]

### 1840
- 1844 : Dorothea Dix témoigne dans le cadre de la constitution d'une loi dans le New Jersey en rapport avec les mauvais traitements infligés aux patient en institutions psychiatriques[7].
- 1849 : Elizabeth Blackwell diplômée, c'est la première femme docteur[8].

### 1850

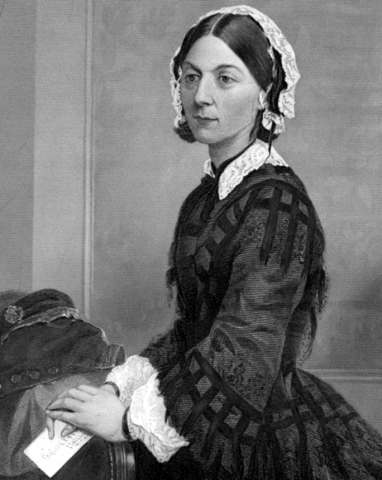
Florence Nightingale

- 1854 : Florence Nightingale, pionnière des soins infirmiers modernes ainsi que 38 infirmières volontaires sont envoyées en Turquie le 21 octobre pour porter soin aux blessés de la guerre de Crimée.
- 1er avril 1856: Naissance de Gabrielle Salvador à Paris.
- 1857 : Ellen Ranyard fonde le premier groupe de travailleuses sociales rémunérées en Angleterre. Elle instaure le programme des infirmières de secteur (District Nurse) à Londres[9].
- 1859 : La comtesse Valérie de Gasparin et son mari, le comte Agénor de Gasparin, ouvrent en Suisse, à Lausanne, la première école d’infirmières laïques au monde : La Source

### 1860
- 1860 : Florence Nightingale publie le premier ouvrage sur la pratique infirmière : Notes on Nursing: What it is and What it is Not[10].
- 14 novembre 1861 : la Christian Commission fut fondée à New-York.
- 1863 : Ouverture de la Maison de santé protestante de Bordeaux (MSP).
- 22 mai 1864 : Naissance de Anna Hamilton à Fiesole en Italie.
- 25 mai 1864: Une des trois sociétés de Croix-Rouge : Société française de secours aux blessés militaires (SSBM).
- 1867 : Jane Currie Blaikie Hoge publie ses mémoires sur sa pratique en tant qu'infirmière dans l'Union Army : The Boys in Blue[10].

### 1870
- 6 janvier 1873 : Naissance de Léonie Chaptal.
- 25 juillet 1873 : Naissance de Anne Morgan à Highland Falls, dans l’État de New York. Elle est fille du banquier John Pierpont Morgan et de Frances Louisa Tracy Morgan.
- 1876 : Reconnaissance d’utilité publique de la MSP.
- 1876 : Le terme japonais 看護婦 (kangofu pour infirmière) est utilisé pour la première fois[11].
- 7 août 1877 : Naissance de Jeanne de Joannis à Bilbao (Espagne).
- 25 mars 1878 : Gabrielle Salvador épouse à Paris Émile Alphen, un très riche banquier.
- 1878 :  Création en France des premiers cours municipaux le soir après leur journée de travail pour infirmière à l’hôpital de la Salpêtrière[12].
- 1879 : Mary Eliza Mahoney sort diplômée du New England Hospital for Women and Children Training School for Nurses et devient la première infirmière afro-américaine aux États-Unis[13].
- 1879 : Une des trois sociétés de la Croix-Rouge : Association des Dames françaises (ADF).

### 1880

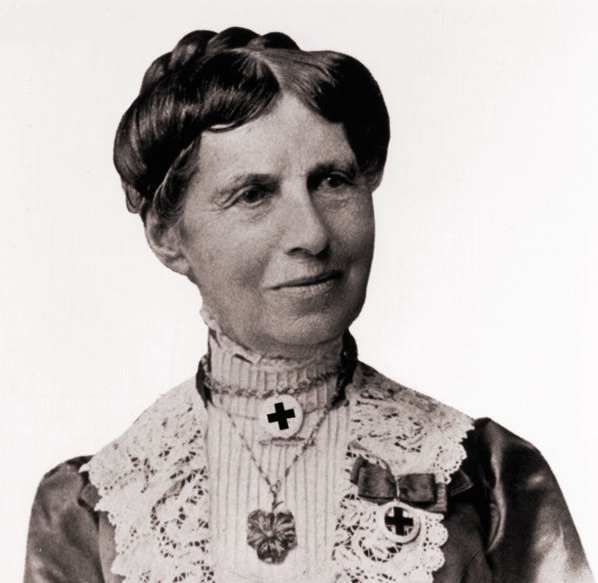
Clara Barton

- 31 mai 1880 : Naissance de Juliette Delagrange à Besançon (Doubs).
- 1881 : Clara Barton devient la première présidente de l'American Red Cross qu'elle fonda le 21 mai.
- juin 1881 : Une des trois sociétés de Croix-Rouge : Union des femmes de France (UFF).
- 29 juin 1884 : Naissance de Marie de Liron d'Airoles à Saint-Hilaire-sur-Benaize (Indre).
- 1884 : Mary Agnes Snively, la première infirmière formée selon les conceptions de Florence Nightingale, prend la responsabilité de « Lady Superintendent » du Toronto General Hospital’s School of Nursing.
- 1885 : La première école d'infirmière voit le jour au Japon[11].
- 1886 : La première revue relative aux soins infirmiers, The Nightingale, est publié aux États-Unis[14].
- 22 décembre 1887 : Naissance de Thérèse Matter à Rouen (Seine-Maritime).
- 1888 : Le mensuel The Trained Nurse est publié pour la première fois dans l’État de New York[15].

### 1890

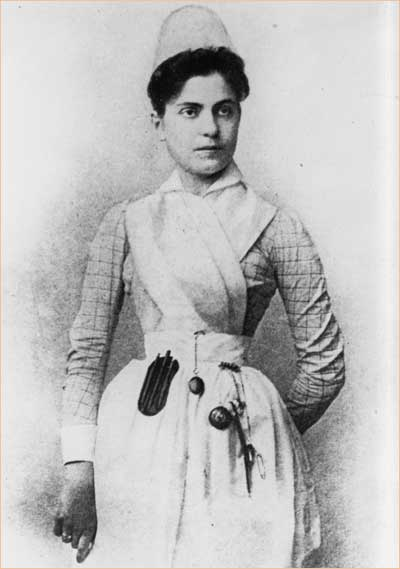
Lillian Wald

- 1880 : ouverture de la première école d'infirmiers et d'infirmières laïques de Bruxelles dirigée par César de Paepe puis par Octavie Docquier-Fauquet
- 29 avril 1891 : Naissance de Antoinette Hervey à Paris.
- 12 août 1891 : Naissance de Éva Durrleman à Rochefort (Charente-Maritime).
- 24 septembre 1892 : Naissance de Marcelle Monod à Arcachon (Gironde).
- 1893 : Lillian Wald, fondatrice du système de visites d'infirmières à domicile aux États-Unis, commence à enseigner les soins infirmiers à des femmes de quartiers défavorisés de New York.
- 1893 : Le comité The Nightingale Pledge, avec à sa tête Lystra Gretter, est instauré pour valider la formation infirmière aux États-Unis.
- 1894 : Naissance de Élisabeth Rouffiac à Fontainebleau en Seine-et-Marne.
- 19 janvier 1894 : Naissance de Madeleine Seltzer à Souma en Algérie
- 1897 : L’Association nord-américaine des infirmières (nommée aujourd'hui ANA) tient sa première conférence regroupant infirmières américaines et canadiennes.
- 1897 : Jane Delano devient « Superintendent » au Bellevue Hospital[16].
- 1899 : Le Japon établit un système d'enseignement pour l'enseignement des soins infirmiers modernes, avec notamment la Midwives Ordinance[11].
- 1899 : Création du Conseil international des infirmières.

## XXesiècle

### 1900
- 1900 : Thèse de doctorat de médecine d'Anna Hamilton, Considérations sur les infirmières des hôpitaux. Le Dr Anna Hamilton prend la direction de la Maison de santé protestante de Bordeaux ainsi que de son école. C'est le premier hôpital-école en France sur le modèle de ceux de Florence Nightingale[17].
- 1900 : Gabrielle Alphen-Salvador participe au Congrès des institutions féminines chrétiennes, qui regroupe quarante associations et réunit 30 000 personnes.
- 1900 : Gabrielle Alphen-Salvador participe à la création et au financement de l’Association d’assistance aux malades (Adam), rue Amyot à Paris 5e.
- 1900-1920 :  Gabrielle Alphen-Salvador présidente de l’Adam.
- 1900-1903 : Jeanne Thénard directrice de l’Adam.
- 1901 : Arrivée de Anna Hamilton à la MSP qui était dirigée par Mme Momméja, laquelle prend sa retraite.
- 1901 : Ouverture par Léonie Chaptal de l’œuvre des tuberculeux adultes à Paris 14e.
- 1901 : Gabrielle Alphen-Salvador aménage un hôpital gratuit de six lits pour des femmes issues de milieux modestes.
- 1901 : Conflit avec le corps médical cofondateur de l’Adam (Dr Gabriel Maurange).
- 1901 : La Nouvelle-Zélande devient le premier pays à enregistrer nationalement la liste des infirmières.
- 1902 : L’Association pour le développement de l'assistance aux malades (Adam) est déclarée au Journal Officiel.
- 1903 : Modernisation de la MSP.
- 1903 : Diplôme de garde-malade hospitalière délivré à la MSP au bout de trois années d’études théoriques et pratiques.
- 1903 : Anne Morgan participe avec des femmes nanties à la fondation du Colony club, premier club féminin américain.
- 1903-1906 : Gabrielle Alphen-Salvador décide d’adjoindre à la rue Amyot une Maison de santé pour malades payants au 4, rue Oudinot à Paris 7e.
- 1903-1910 : Jeanne Schérer directrice de l’Adam.
- 1904 : Jeanne Schérer présente à l’Adam le Dr douard Rist, qui devient secrétaire général de l’Adam. Il négocie avec l’Assistance Publique de Paris l’ouverture de stages.
- 1905 : Ouverture par Léonie Chaptal de la Maison-école (avec l’appui de Mme Taine), rue Vercingétorix à Paris 14e.
- 1906 : L'hôpital américain de Paris est un groupement hospitalier franco-américain soutenu par une fondation privée à but non lucratif, Neuilly-sur-Seine.
- 1906-1914 : Revue mensuelle illustrée professionnelle de la docteure Anna Hamilton : La Garde-Malade hospitalière, tirée à 1000 exemplaires. Diffusion internationale.
- 1906 : Ministère regroupant Travail et Prévoyance sociale.
- 1907 : Inauguration de la nouvelle école d'infirmière de l'Assistance publique à la Salpêtrière[12].
- 1907 : Congrès de l'International Council of Nurses (ICN) à Paris avec 300 nurses du monde entier. La France délègue quelques médecins de l’Assistance Publique de Paris. Présence de Anna Hamilton, Léonie Chaptal et Gabrielle Alphen-Salvador. Visite de la Maison-école de Léonie Chaptal, de la MSP, de l’école de la rue Amyot (Adam) de Gabrielle Alphen-Salvador.
- 1907 : Anne Morgan avec les Américaines Elsie de Wolfe, Mary Parsons et sa sœur Mrs Borden Harriman achètent une villa à Versailles.
- 1907 : Adelaide Nutting (1858-1948) et Lavinia Lloyd Dock (1858-1956) publient History of Nursing, qui n’a jamais été traduit en français.
- 1908 : Mlle Lamarou, garde-malade hospitalière diplômée de la MSP, fait du visiting nursing à Bordeaux (Gironde).
- 1909 : Le département des soins infirmiers est créé dans la Croix-Rouge américaine[18].
- 1909 : L’université du Minnesota (University of Minnesota) accorde le premier la première licence en soins infirmiers, établissant un nouveau standard en matière d'apprentissage du métier.

### 1910

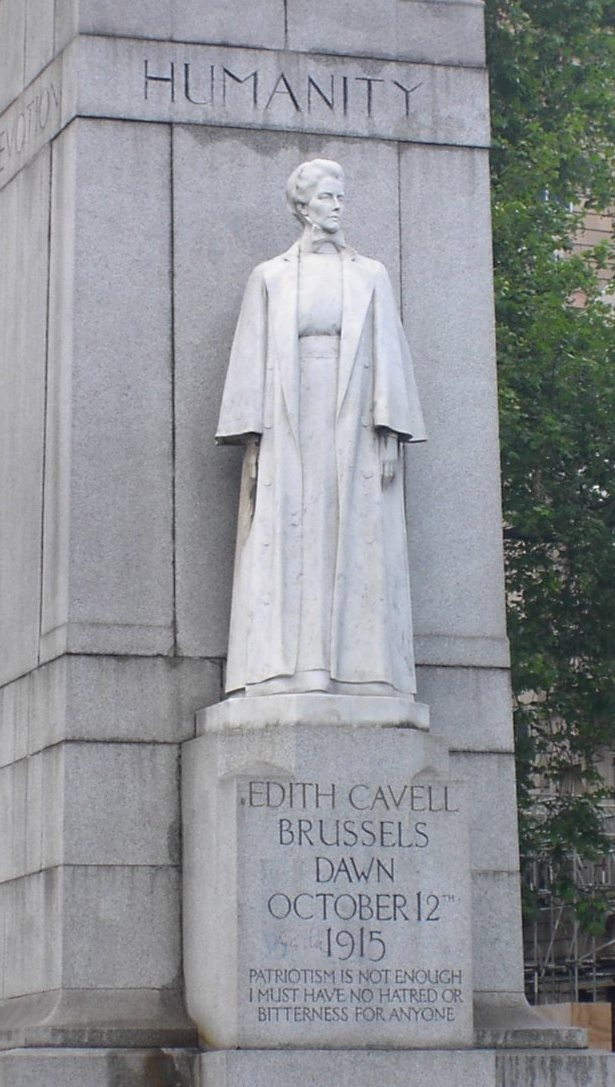
Edith Cavell

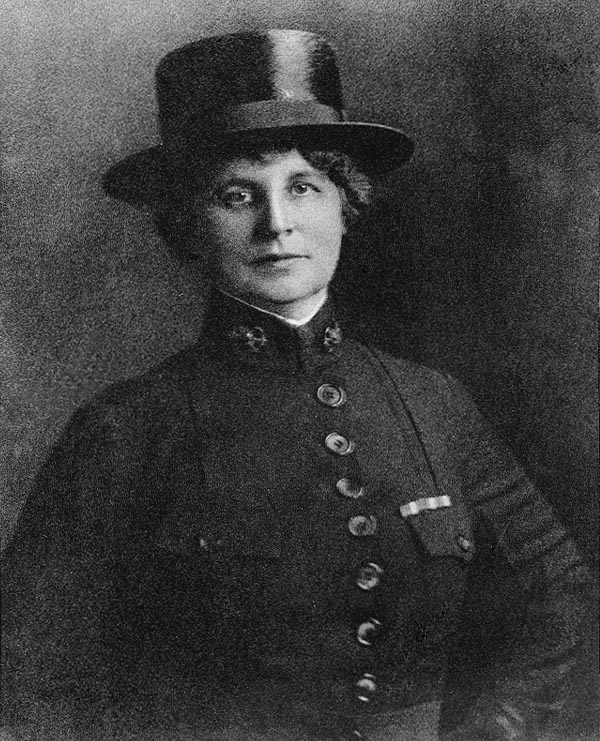
Chief Nurse Higbee, USN

- 1910 : Avec Mrs August Belmont, Anne Morgan crée l’association Working Girls Vacation Association, d’où est issue, après la guerre, l’American Women’s Association.
- 1910-1913 : Jeanne de Joannis directrice de l’Adam.
- 1911 : L'association des infirmières canadiennes est fondée[19].
- 27 juin 1912 - 7 juin 1914 : Marcelle Monod étudie à la MSP.
- 1913 : Léonie Chaptal siège au Conseil supérieur de l’assistance publique (CSAP).
- 1913 : Au Congrès international des femmes qui se tient à Paris, Marie Diémer et Renée de Montmort siègent à la section Hygiène et Social.
- 31 mars 1913 : Décès du père d’Anne Morgan, John Pierpont Morgan, à Rome. Elle hérite de trois millions de dollars. C’est la plus riche héritière du monde.
- 1913-1914 : Jeanne Schérer directrice de l’Adam.
- Août 1914 : La MSP devient l’hôpital auxiliaire no 2, Société de secours aux blessés militaires (SSBM), jusqu’en 1919.
- 1914 : Anne Morgan participe à la levée d’aide américaine en faveur de la France. Elle organise dans sa maison de Versailles une ambulance pour les soldats blessés.
- 1914 : Marie de Liron d’Airoles infirmière volontaire, formée sur le terrain par la Société de secours aux blessés militaires (SSBM) à l’hôpital temporaire annexe de l’hôpital du Blanc (Indre).
- 1914-1918 : Marcelle Monod est affectée à divers hôpitaux militaires.
- 1915 : Jeanne de Joannis, Thérèse Matter et Eva Durrleman rejoignent l’armée d’Orient à Salonique (Grèce).
- 1915-1916 : Legs à la MSP du domaine de Bagatelle à Talence (Gironde). Vente souhaitée par le conseil d’administration.
- 1915 : Edith Cavell est exécutée par l'armée allemande pour avoir aidé des centaines de soldats alliés à s'échapper des Pays-Bas.
- 1916 : Élisabeth Rouffiac est diplômée de la MSP.
- 1916 : L’Adam avec la Société des amis (quakers anglais) ouvrent conjointement la Maison maternelle de Châlons-sur-Marne (actuellement Châlons-en-Champagne, Marne) pour accueillir de jeunes mères avec leur bébé.
- 1916 : Ouverture par l’Adam de l’hôpital-école Edith Cavell au 64, rue Desnouettes à Paris 15e.
- 1916 : Anne Morgan et Mrs Lathrop se rendent en France et visitent le front. Elles se rendent sur la Somme et à Verdun (25-27 juillet).
- 31 décembre 1916 : Marie de Liron d’Airoles est affectée à Amiens (Somme) à l’hôpital 106.
- 1916 : Le Royal College of Nursing est fondé en Angleterre.
- 1917 : Rachat du domaine de Bagatelle à Talence (Gironde) par le père de deux gardes-malades diplômées, M. Seltzer, qui donne la même somme pour la construction d’un hôpital-école. Contacts avec la famille Nightingale qui autorise exceptionnellement que l’école porte le nom de Florence Nightingale.
- 1917 : Juliette Delagrange est une des premières élèves de l'École des surintendantes d'usine à Paris.
- 1917 : Antoinette Hervey est diplômée de la MSP. Elle part aux États-Unis où elle poursuit des études de nursing et travail social à l’université de Cincinnati dans l’Ohio. Elle y fait la connaissance de Miss Simpson.
- 18 mai 1917 : Anne Morgan, avec d’autres membres de l’association (dont Anne Murray Dike) French Wounded Emergeny Fund, le Comité américain pour les régions dévastées (Card), s’installent en France, dans l’Aisne, afin de reconstruire des régions dévastées par la guerre. Le gouvernement français lui attribue la région de l’Aisne avec le château de Blérancourt près de Soissons.
- 1917 : La Maison maternelle de Châlons-sur-Marne est financée par le Comité américain des régions dévastées (Card).
- 1917 : Esther Lovejoy vient en France comme médecin dans les rangs de la Croix-Rouge américaine. Puis, dans le but d’être indépendante de la Croix-Rouge, elle crée l’American Women’s Hospital, association qui lui permet d’envoyer des femmes médecins américaines secourir les populations sinistrées dans le monde.
- 1917-1924 : Anne Morgan partage son temps entre l’organisation des actions du Card en France et les États-Unis. Anne Murray Dike reste en France pour évaluer les besoins.
- 1918 : Voyage de Anna Hamilton aux États-Unis pour collecter des fonds pour la construction de son hôpital-école et d’un internat qui sera l’American nurses memorial.
- Juin 1918 : Madeleine Seltzer est diplômée de la MSP.
- 1918 : Lenah Higbee est récompensée par la Navy Cross pour services rendus.
- 1919 : Élisabeth Rouffiac est engagée par le CARD dans l’Aisne comme infirmière visiteuse.
- 1919 : Création du ministère des Régions libérées pour l’hygiène et l’assistance aux populations.
- 1919 : Juliette Delagrange inspectrice déléguée du ministère des Régions libérées pour l’hygiène et l’assistance aux populations pour le département du Nord, à la préfecture de Lille (Nord).
- 1919 : L’hôpital-école Edith Cavell devient l’École de puériculture de la faculté de médecine de Paris grâce à une dotation de la Croix-Rouge américaine.
- 1919 : Marcelle Monod est avec Élisabeth Rouffiac une des seize infirmières visiteuses françaises engagées par le Card.
- 1919-1920 : Jeanne de Joannis reprend son poste de directrice de l’Adam.

### 1920
- 15 juin 1920 : mort de Gabrielle Alphen-Salvador à Ballan-Miré (Indre-et-Loire).
- 1920-1921 : Julie Siegfried présidente de l’Adam.
- 1920 : Ministère de l’Hygiène, de l’Assistance et de la Prévoyance sociale.
- 1921 : Marcelle Monod bénéficie d’une bourse pour compléter ses études aux États-Unis.
- 1921 : Élisabeth Rouffiac obtient une bourse pour compléter ses études aux États-Unis.
- 1921 : Antoinette Hervey ouvre un foyer pour accueillir les enfants atteints de tuberculose à Rouen (Seine-Maritime). Elle y emploie jusqu’à trente infirmières visiteuses.
- 27 janvier 1921 : Léonie Chaptal présente un rapport au Conseil supérieur de l’Assistance publique (CSAP) sur la nécessité de réglementer l’exercice de la profession d’infirmière en France.
- 28 janvier 1921 : vote par le CSAP des résolutions proposées par Léonie Chaptal.
- 30 mai 1921 : création de l’hôpital-école Ambroise-Paré de Lille (Nord) au 3, avenue Émile-Zola.
- Juillet 1921 : Marie de Liron d’Airoles rassemble un cercle d’une vingtaine d’infirmières catholiques venues d’horizons divers, autour du nom de Geneviève Hennet de Goutel. Ce cercle devient l’embryon d’une association professionnelle : l’Union catholique des services de santé (UCSS).
- 1921-1922 : Madeleine Seltzer est cheftaine à l’école de la MSP.
- 1921 : Sophie Mannerheim, une pionnière des soins infirmiers modernes en Finlande accepte la présidence de la Croix-Rouge finlandaise.
- 1er juillet 1922 : un décret organise la profession d’infirmière en instituant un brevet de capacité professionnelle permettant de porter le titre d’infirmière diplômée de l’État français[20]. La création d’un Conseil de perfectionnement des écoles d'infirmières découle de l’application du décret du 27 juin 1922 instituant le diplôme d’État d’infirmière et de visiteuse. Sous la présidence du Pr Maurice Letulle (1853-1929) et la vice-présidence de Léonie Chaptal, membre du Conseil supérieur de l'Assistance publique.
- Janvier 1922 : La Dame à la Lampe, bulletin de l’école Florence-Nightingale, trait d’union entre les diplômées de la MSP, tiré à mille exemplaires. Ce bulletin s’arrête au no 36 en décembre 1924 pour des raisons financières.
- 1922 : Elisabeth Rouffiac revient travailler à Soissons (Aisne) avec le Card.
- 1922 : Juliette Delagrange devient présidente de l’Association des travailleuses sociales (ATS).
- 1922 : création du Conseil de perfectionnement des écoles d'infirmières. Juliette Delagrange secrétaire.
- 1922-1940 : Antoinette Hervey fonde et dirige le service d’infirmières visiteuses de l’Office public d'hygiène sociale de la Seine-Maritime.
- 1923 : sous le patronage de Paul Strauss, le professeur Albert Calmette  et les docteurs Cruveilhier et Lafosse est créée la revue L’Infirmière française, revue mensuelle d’enseignement technique.
- 1923 : Jeanne de Joannis fait partie du premier conseil de l’Association d’hygiène sociale de l’Aisne (AHSA), à côté de la philanthrope américaine Anne Morgan.
- 1923 : un dispensaire est ouvert à l’hôpital-école Ambroise-Paré pour assurer des consultations d’hygiène sociale et de puériculture. Léa Ménard et Hélène Lavignotte, diplômées de la MSP, sont cheftaines.
- 1923 : Thérèse Matter et Éva Durrleman deviennent membres de l’Anidef, fondée par Léonie Chaptal.
- 1923 : l’Union catholique des services de santé (UCSS) hébergée à la Maison des œuvres, 175, boulevard Saint-Germain à Paris 6e.
- 1923 : au Card, Marcelle Monod dispose comme chaque infirmière visiteuse d’une camionnette Ford. Elle a en responsabilité un certain nombre de villages de l’Aisne, où elle s’occupe aussi bien des femmes enceintes que des enfants et des vieillards.
- 1923 : Le département soins infirmiers de Yale aux États-Unis devient la première école indépendante. Il base son enseignement sur un cursus universitaire[21].
- 22 juin 1924 : Léonie Chaptal fonde l’Association nationale des infirmières diplômées de l’Etat français (Anidef).
- 1924 : Antoinette Hervey rejoint Léonie Chaptal à l’Anidef.
- 1924-1928 : Marguerite Oelker, diplômée de l’école professionnelle de l’Adam, est directrice de l’AHSA à Soissons (Aisne).
- 1924 : ministère regroupant, de nouveau, Travail et l’Hygiène, de l’Assistance et de la Prévoyance sociale.
- Juillet 1925 : conférence internationale de l’ICN à Helsinki, en Finlande. Grâce à la présence au côté de Léonie Chaptal de protestantes, l’Anidef apparaît comme l’association consensuelle et représentative des infirmières françaises. Porteuse d’une image de tolérance, de modernité et de laïcité, l’Anidef devient membre de l’ICN.
- 1925 : Anne Morgan fonde une association avec Jules Siegfried : La Bonne Volonté franco-américaine.
- 1925 : création du Bureau central des infirmières qui applique les décisions du Conseil de perfectionnement. Juliette Delagrange et son adjointe Mlle Séguénot sont chargées de l'application des programmes d'enseignement pour obtenir le diplôme d’État, de l’habilitation des écoles d’infirmières existantes, de la création et du développement de nouvelles écoles d’infirmières, de la surveillance de leur fonctionnement et de l’organisation des sessions d’examens dans la France entière.
- À partir de 1925 : chaque année, des journées d’étude nationales réservées aux infirmières visiteuses sont organisées par l’UCSS. Elles rassemblent de brillants conférenciers : Dr René Biot, Pierre Gerlier, l’abbé Guérin, Stanislas Courbe.
- 1925-1942 : l’UCSS publie le Bulletin de l’Union catholique du personnel des services de santé (mensuel).
- 1926 : l’UCSS a 3000 adhérentes.
- 1926-1936 : Jeanne de Joannis secrétaire de l’Anidef.
- 1927 : Marie d’Airoles achète un terrain et fait construire un immeuble pour abriter l’UCSS au 16, rue Tiphaine, à Paris 15e.
- 1927 : Madeleine et Éveline Seltzer ouvrent à Chambon-sur-Lignon (Haute-Loire) une maison destinée à des infirmières ayant besoin de repos.
- 1928 : mort de Anne Murray Dike en France, où elle est enterrée.
- Juillet 1928 - 26 octobre 1945 : Élisabeth Rouffiac succède à Marguerite Oelker à la direction de l’AHSA à Soissons (Aisne).
- 1928 : le Bulletin trimestriel de l’école Florence Nightingale, qui devient en janvier 1933 Bagatelle.
- 1929 : L'association des infirmières au Japon est fondée[11].
- 1929 : Léonie Chaptal prend la revue L’Infirmière française entièrement à sa charge. Cette revue devient l’organe officiel de l’Anidef.
- 29 septembre 1929 : inauguration de la nouvelle Maison-Ecole d'Infirmières Privées de Léonie Chaptal place de la Porte-de-Vanves à Paris.
- 1929 : congrès de l’ICN à Montréal. Léonie Chaptal en est élue présidente.
- Octobre 1929 : la MSP ouvre l’école Alexis Soyer pour préparer des économes hospitalières.

### 1930
- 1930 : Madeleine et Éveline Seltzer créent le sanatorium Chantoiseau-fondation Édith-Seltzer à Briançon (Hautes-Alpes), destiné aux infirmières ayant contracté la tuberculose en service actif.
- Septembre 1930 : A la conférence de Caritas catholica de Bâle, Marie d’Airoles prend la tête d’un groupe qui décide de la création du Comité international catholique des infirmières et assistantes médico-sociales (Ciciams) regroupant des hospitalières, des visiteuses, des travailleuses sociales et des surintendantes.
- 1930-1939 : L’UCSS publie les Pages documentaires (bimensuel).
- 1930 : Ministère de la Santé publique
- 1931 : Reconnaissance d’utilité publique de Chantoiseau.
- 1931 : Le documentaire The Forgotten Frontier est filmé et diffusé la même année. Il retrace les activités des infirmières au domicile des personnes en zone rurale.
- 1932 : Diplôme d’État d’assistante sociale. Ouverture de l’Institut de service social de Montrouge (Hauts-de-Seine) 14, rue du 11-Novembre, dirigé par Jeanne de Joannis.
- 1932 : L’UCSS a passé sous silence dans sa presse la naissance du diplôme d’État d’assistante sociale.
- 1932 : l’École de puériculture de la faculté de médecine est transférée dans des locaux spacieux au 26, boulevard Brune à Paris 14e.
- 23 juillet 1933 : Cérémonie d’inauguration de Chantoiseau.
- 1933 : Lourdes (Hautes-Pyrénées), premier congrès du Comité international catholique des infirmières et assistantes médico-sociales (Ciciams) dans le diocèse de Mgr Gerlier, fondateur de l’UCSS.
- 1933 : Congrès de l’ICN à Paris et à Bruxelles. Léonie Chaptal convie toutes les participantes de l’ICN (dont la majorité sont protestantes) à une messe à Notre-Dame de Paris dite par son frère, Mgr Chaptal.
- 18 novembre 1933 : Inauguration de l’internat de l’hôpital-école Ambroise-Paré en présence des familles : Durrleman, Matter, Fallot, Escande, Ménard, Neu et de la Dr Hamilton.
- 1934 Schwester Selma fonde l'école d'infirmières du Centre médical Shaare Zedek de Jérusalem.
- 1933-1947 : Madeleine Seltzer est directrice de Chantoiseau.
- 1933-1937 : Marie d’Airoles présidente du Ciciams.

19 octobre 1935 : Décès de Anna Hamilton à Bagatelle Talence.

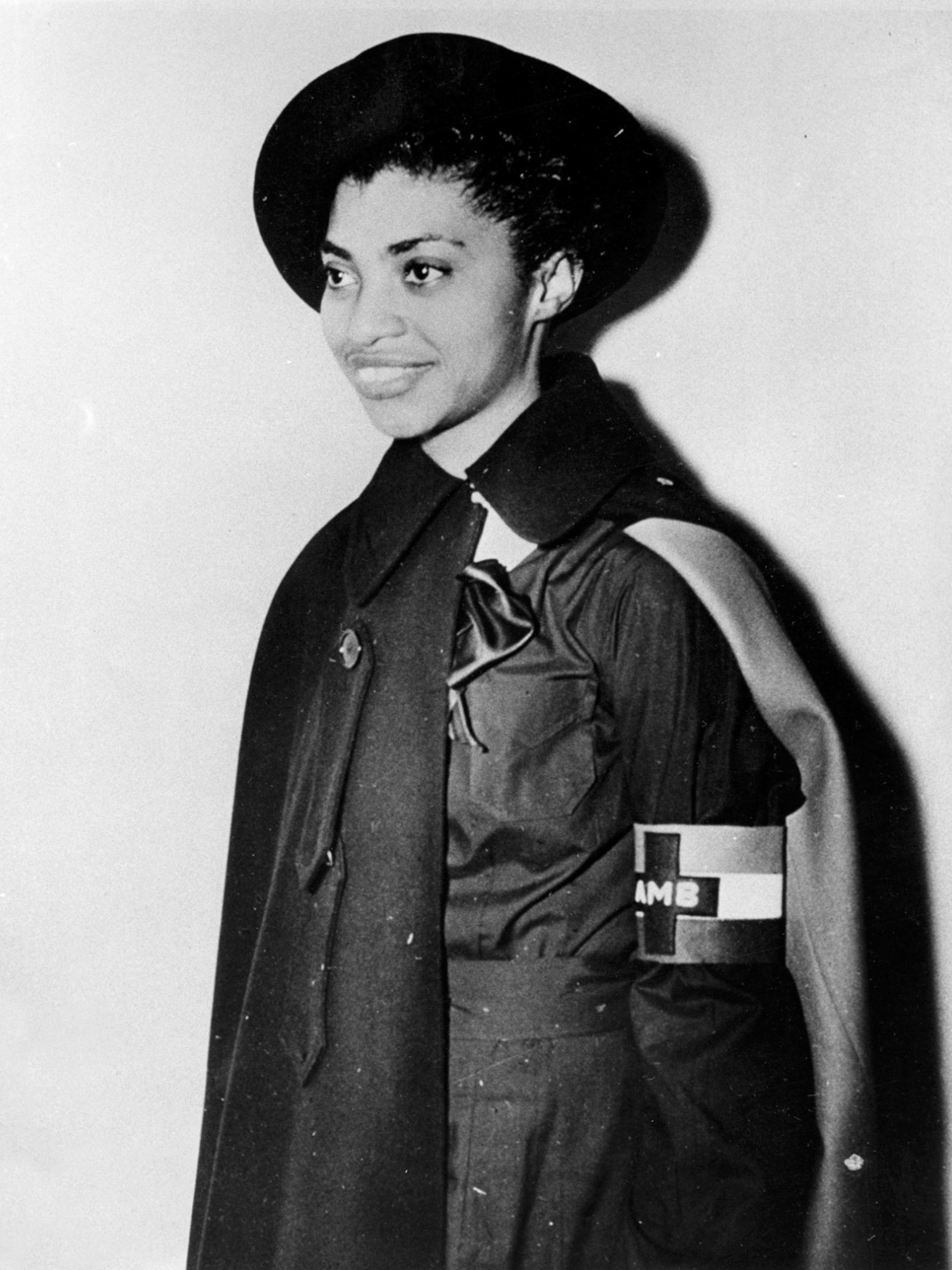
Salaria Kea.

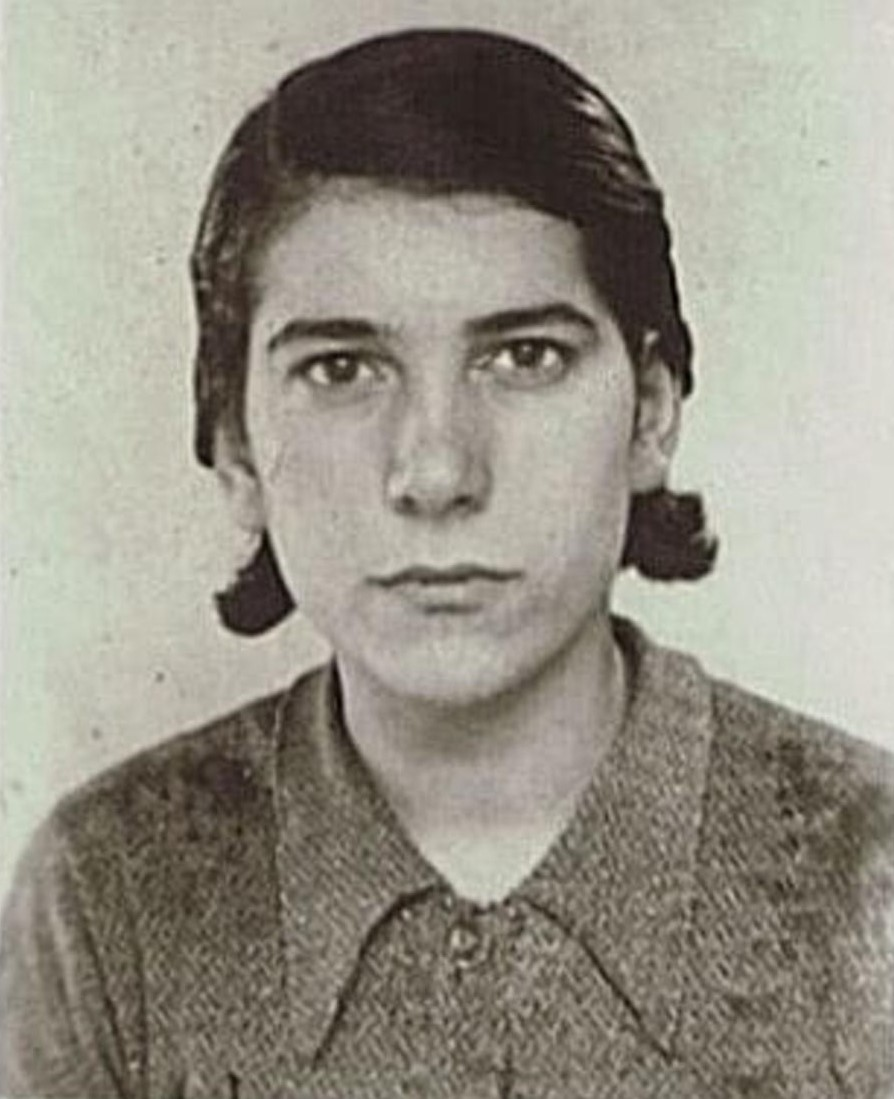
Pepita Laguarda Batet.

- 1936 : Début de la guerre d'Espagne, conflit durant lequel les infirmières jouent un rôle prépondérant, comme la Madrilène Trinidad Gallego Prieto, les Catalanes Conxa Pérez Collado et Teresa Rebull ou encore l'Américaine Salaria Kea[22]. Certaines y perdent la vie : Pepita Laguarda Batet tuée sur le front d'Aragon et Anita Orejas, exécutée par les troupes franquistes dans les Asturies[23]. L'infirmière Ángeles Flórez Peón, dite Maricuela, est considérée comme la dernière milicienne survivante de la guerre civile espagnole[24].

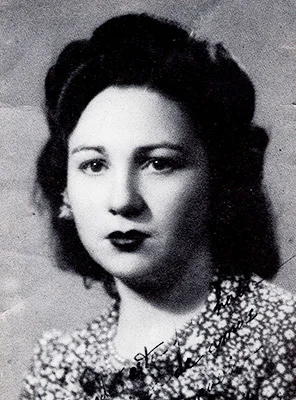
Ángeles Flórez Peón.

- 12 septembre 1936 : Décès de Juliette Delagrange à Paris.
- 1936-1947 : Marcelle Monod dirige la Maison de santé évangélique de Nîmes.
- 28 mars 1937 : Décès de Léonie Chaptal à Paris.
- 1937 : Le second congrès du Ciciams a lieu à Londres, en terre protestante anglo-saxonne.
- 1937-1948 : Jeanne de Joannis présidente de l’Anidef.
- 1938 : Marie d’Airoles commente la nouvelle formation médico-sociale qui fusionne celles d’infirmière visiteuse et d’assistante sociale. Les nouvelles assistantes sociales doivent suivre une première année d’études médicales pour infirmières, la seconde année étant consacrée à leur formation sociale. L’UCSS a réussi à imposer sa vision médico-sociale contre celle du social pur.
- 1938 : Le Nurses Memorial est érigé aux États-Unis à la mémoire des quelque 600 infirmières qui ont servi durant la Première Guerre mondiale[16].
- 1939 : L’UCSS a 14 000 adhérentes.
- 1939 : Anne Morgan est en France.
- 30 septembre 1939 : Anne Morgan organise et préside le comité American Friends of France aux Etats-Unis et le Comité américain de secours civil (Casc).